# الرومانية الكاثوليكية في المجر

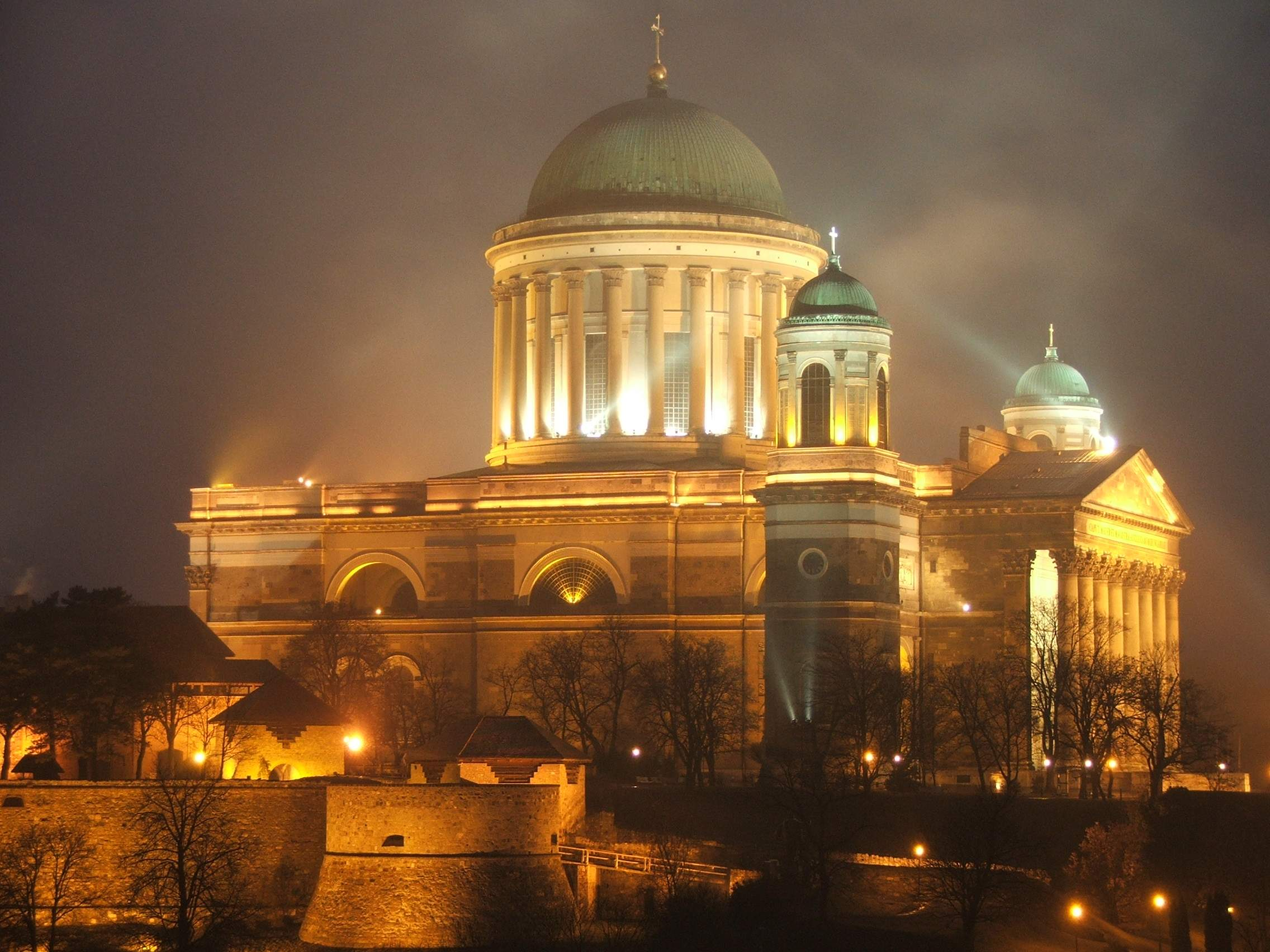
بازيليكا إستركوم.

الكنيسة الكاثوليكية المجريَّة هي جزء من الكنيسة الكاثوليكية العالمية في ظل القيادة الروحية للبابا في روما ومجلس الأساقفة المجري. يعد المجر بلد كاثوليكي تاريخيًا، ويحدد تاريخ تأسيس الدولة المجرية مع معمودية الملك اسطفان الأول وتتويجه بالتاج المجري المقدس في عام 1000. وقام اسطفان الأول بجعل الكاثوليكية دين للدولة، وعرف كان خلفاؤه تقليديًا باسم الملوك الرسوليين. ظلَّت الكنيسة الكاثوليكية في المجر قوية على مر القرون، ومُنح رئيس أساقفة إستركوم امتيازات مؤقتة غير عادية مثل منصب أمير حاكم المجر. وعلى الرغم من أن المجر ليس لها دين رسمي حاليًا، الأ أنَّ الدستور «يعترف بدور المسيحيَّة ببناء الأمة المجريَّة».
بعد سقوط النظام الشيوعي، لم تعد الدولة تتدخل في شؤون الكنيسة بعد مرور قانون جديد بشأن الدين في عام 1990. واعتمد البرلمان قانون حرية الضمير والدين في 24 يناير من عام 1990، والذي نص على حرية الدين كحق أساسي من حقوق الإنسان، وعلى أنَّ أنشطة الكنيسة مفيدة للمجتمع. شهدت المجر سقوط الإتحاد السوفياتي والأنظمة الشيوعية صحوة دينية كبرى إلى جانب روسيا، وأوكرانيا، وبولندا، وصربيا، وكرواتيا، ورومانيا وبلغاريا. بحسب التعداد السكاني من عام 2001 يأتي في مقدمة الطوائف المسيحية الكنيسة الكاثوليكية بحوالي 54.5% من السكان أي 5.5 مليون نسمة منهم 51.9% أتباع في الكنيسة الرومانية الكاثوليكية و2.6% أتباع في الكنيسة اليونانية الكاثوليكية، وتنقسم الكنيسة الرومانية الكاثوليكية إلى اثني عشرة أبرشية بما في ذلك أربعة مطرانيات. وبالإضافة إلى ذلك، هناك دير إقليمي ومركز لتدريس وتخريج الفقهاء لأولئك الذين ينتمون إلى الطقوس البيزنطية المعروفة باسم الكنيسة المجرية اليونانية الكاثوليكية.